# Calcio ai Giochi della XXIX Olimpiade - Qualificazioni al torneo maschile
Qualificazioni al torneo olimpico maschile di calcio 2008

## UEFA (Europa)
Si sono qualificate per le Olimpiadi le prime quattro classificate del campionato europeo Under 21 2007 e cioè Olanda, Serbia, Belgio e Italia (in verità l'Italia non si è classificata tra le prime quattro, ma essendosi classificata tra le prime quattro l'Inghilterra che non può andare alle Olimpiadi non avendo un comitato olimpico proprio, è stato organizzato uno spareggio tra Italia e Portogallo vinto dall'Italia, che in questo modo si è qualificata per il torneo olimpico).

## CONMEBOL (Sud America)
Si sono qualificate alle olimpiadi le prime due classificate al campionato sudamericano giovanile 2007 cioè Brasile e Argentina.

## CONCACAF
Otto squadre parteciperanno alla fase finale della qualificazione, per due posti alle olimpiadi. Canada, Messico e Stati Uniti sono già qualificate. Verranno selezionate tre squadre dall'America Centrale e due dai Caraibi.

### America centrale
A novembre 2007 si disputeranno due gironi, le vincenti dei quali accederanno alla fase finale. Inoltre, le due squadre seconde classificate di ogni girone disputeranno uno spareggio con partite di andata e ritorno per accedere alla fase finale. Le partite del Gruppo A si disputeranno dal 7 all'11 novembre a Panama. Quelle del Gruppo B dal 14 al 18 novembre in Guatemala.

#### Gruppo A
| Squadra     | P.ti | G | V | Pa | Pe | GF | GS | DR |
| ----------- | ---- | - | - | -- | -- | -- | -- | -- |
| Honduras    | 4    | 2 | 1 | 1  | 0  | 4  | 1  | +3 |
| Panama      | 4    | 2 | 1 | 1  | 0  | 3  | 2  | +1 |
| El Salvador | 0    | 2 | 0 | 0  | 2  | 1  | 5  | -4 |

7 novembre 2007
| Panama | 2–1 | El Salvador |

9 novembre 2007
| El Salvador | 0–3 | Honduras |

11 novembre 2007
| Panama | 1–1 | Honduras |

#### Gruppo B
| Squadra    | P.ti | G | V | Pa | Pe | GF | GS | DR  |
| ---------- | ---- | - | - | -- | -- | -- | -- | --- |
| Guatemala  | 6    | 2 | 2 | 0  | 0  | 5  | 1  | +4  |
| Costa Rica | 3    | 2 | 1 | 0  | 1  | 10 | 3  | +7  |
| Nicaragua  | 0    | 2 | 0 | 0  | 2  | 1  | 12 | −11 |

14 novembre 2007
| Guatemala | 3–0 | Nicaragua |

16 novembre 2007
| Nicaragua | 1–9 | Costa Rica |

18 novembre 2007
| Guatemala | 2–1 | Costa Rica |

#### Spareggio Terzo Posto
| Squadra 1 | Tot | Squadra 2  | And. | Rit. |
| --------- | --- | ---------- | ---- | ---- |
| Panama*   | 1–1 | Costa Rica | 0–1  | 1–0  |

- *vince 4-3 ai rigori

### Caraibi

#### Primo turno

##### Gruppo A - Paramaribo, Suriname
| Squadra           | P.ti | G | V | Pa | Pe | GF | GS | DR |
| ----------------- | ---- | - | - | -- | -- | -- | -- | -- |
| Trinidad e Tobago | 7    | 3 | 2 | 1  | 0  | 7  | 0  | +7 |
| Guyana            | 4    | 3 | 1 | 1  | 1  | 4  | 7  | -3 |
| Suriname          | 4    | 3 | 1 | 1  | 1  | 2  | 2  | 0  |
| Antille Olandesi  | 1    | 3 | 0 | 1  | 2  | 2  | 6  | -4 |

31 agosto 2007
| Trinidad e Tobago | 4–0 | Guyana           |
| Suriname          | 1–0 | Antille Olandesi |

2 settembre 2007
| Antille Olandesi | 0–3 | Trinidad e Tobago |
| Suriname         | 1–2 | Guyana            |

4 settembre 2007
| Guyana   | 2–2 | Antille Olandesi  |
| Suriname | 0–0 | Trinidad e Tobago |

##### Gruppo B - Oranjestad, Aruba
| Squadra           | P.ti | G | V | Pa | Pe | GF | GS | DR |
| ----------------- | ---- | - | - | -- | -- | -- | -- | -- |
| Giamaica          | 9    | 3 | 3 | 0  | 0  | 12 | 1  | 11 |
| Antigua e Barbuda | 6    | 3 | 2 | 0  | 1  | 5  | 7  | -2 |
| Barbados          | 3    | 3 | 1 | 0  | 2  | 3  | 3  | 0  |
| Aruba             | 0    | 3 | 0 | 0  | 3  | 0  | 9  | -9 |

9 settembre 2007
| Antigua e Barbuda | 1–6 | Giamaica |
| Aruba             | 0–2 | Barbados |

11 settembre 2007
| Giamaica | 1–0 | Barbados          |
| Aruba    | 0–2 | Antigua e Barbuda |

13 settembre 2007
| Barbados | 1–2 | Antigua e Barbuda |
| Aruba    | 0–5 | Giamaica          |

##### Gruppo C - L'Avana, Cuba
| Squadra      | P.ti | G | V | Pa | Pe | GF | GS | DR |
| ------------ | ---- | - | - | -- | -- | -- | -- | -- |
| Cuba         | 9    | 3 | 3 | 0  | 0  | 20 | 0  | 20 |
| Porto Rico   | 6    | 3 | 2 | 0  | 1  | 6  | 9  | -3 |
| Bermuda      | 1    | 3 | 0 | 1  | 2  | 0  | 8  | -8 |
| Isole Cayman | 1    | 3 | 0 | 1  | 2  | 1  | 10 | -9 |

9 settembre 2007
| Porto Rico | 4–1 | Isole Cayman |
| Cuba       | 6–0 | Bermuda      |

11 settembre 2007
| Isole Cayman | 0–0 | Bermuda    |
| Cuba         | 8–0 | Porto Rico |

13 settembre 2007
| Bermuda | 0–2 | Porto Rico   |
| Cuba    | 6–0 | Isole Cayman |

##### Gruppo D - Basseterre, Saint Kitts e Nevis
| Squadra             | P.ti | G | V | Pa | Pe | GF | GS | DR |
| ------------------- | ---- | - | - | -- | -- | -- | -- | -- |
| Haiti               | 4    | 2 | 1 | 1  | 0  | 1  | 0  | 1  |
| Rep. Dominicana     | 2    | 2 | 0 | 2  | 0  | 1  | 1  | 0  |
| Saint Kitts e Nevis | 1    | 2 | 0 | 1  | 1  | 1  | 2  | -1 |

9 settembre 2007
| Saint Kitts e Nevis | 1–1 | Rep. Dominicana |

11 settembre 2007
| Haiti | 0–0 | Rep. Dominicana |

13 settembre 2007
| Saint Kitts e Nevis | 0–1 | Haiti |

##### Gruppo E - Kingstown, Saint Vincent e Grenadine
| Squadra                   | P.ti | G | V | Pa | Pe | GF | GS | DR |
| ------------------------- | ---- | - | - | -- | -- | -- | -- | -- |
| Grenada                   | 5    | 3 | 1 | 2  | 0  | 9  | 6  | 3  |
| Saint Vincent e Grenadine | 5    | 3 | 1 | 2  | 0  | 7  | 4  | 3  |
| Dominica                  | 3    | 3 | 1 | 0  | 2  | 3  | 5  | -2 |
| Saint Lucia               | 2    | 3 | 0 | 2  | 1  | 4  | 5  | -1 |

9 settembre 2007
| Saint Lucia               | 3–3 | Grenada  |
| Saint Vincent e Grenadine | 4–1 | Dominica |

11 settembre, 2007
| Grenada                   | 3–0 | Dominica    |
| Saint Vincent e Grenadine | 0–0 | Saint Lucia |

13 settembre 2007
| Dominica                  | 2–1 | Saint Lucia |
| Saint Vincent e Grenadine | 3–3 | Grenada     |

##### Gruppo F - Nassau, Bahamas
La nazionale delle Isole Vergini Britanniche si è ritirata dal torneo.
| Squadra                    | P.ti | G | V | Pa | Pe | GF | GS | DR |
| -------------------------- | ---- | - | - | -- | -- | -- | -- | -- |
| Bahamas                    | 3    | 1 | 1 | 0  | 0  | 6  | 1  | +5 |
| Isole Vergini Americane    | 0    | 1 | 0 | 0  | 1  | 1  | 6  | −5 |
| Isole Vergini Britanniche* | -    | - | - | -  | -  | -  | -  | -  |

2 settembre 2007
| Bahamas | 6–1 | Isole Vergini Americane |

- Le  Isole Vergini Britanniche si sono ritirate all'ultimo minuto lasciando le  Bahamas vincitrici del girone.

#### Secondo turno

##### Gruppo G - Macoya, Trinidad e Tobago
| Team              | P.ti | G | V | N | P | GF | GS | DR |
| ----------------- | ---- | - | - | - | - | -- | -- | -- |
| Cuba              | 6    | 2 | 2 | 0 | 0 | 5  | 1  | +4 |
| Grenada           | 3    | 2 | 1 | 0 | 1 | 4  | 4  | 0  |
| Trinidad e Tobago | 0    | 2 | 0 | 0 | 2 | 2  | 6  | -4 |

9 ottobre 2007
| Trinidad e Tobago | 0–3 | Cuba |

11 ottobre 2007
| Cuba | 2–1 | Grenada |

13 ottobre 2007
| Trinidad e Tobago | 2–3 | Grenada |

##### Gruppo H - Port-au-Prince, Haiti
| Squadra  | P.ti | G | V | Pa | Pe | GF | GS | DR |
| -------- | ---- | - | - | -- | -- | -- | -- | -- |
| Haiti    | 6    | 2 | 2 | 0  | 0  | 8  | 1  | +6 |
| Bahamas  | 3    | 2 | 1 | 0  | 1  | 1  | 6  | -5 |
| Giamaica | 0    | 2 | 0 | 0  | 2  | 1  | 3  | -2 |

9 ottobre 2007
| Haiti | 6–0 | Bahamas |

11 ottobre 2007
| Bahamas | 1–0 | Giamaica |

13 ottobre 2007
| Haiti | 2–1 | Giamaica |

### Nord America
Canada, Messico e USA qualificati al girone finale.

### Girone finale
8 squadre si sono qualificate al girone finale.
- Canada
- Messico
- Stati Uniti
- Honduras
- Guatemala
- Panama
- Cuba
- Haiti

Le otto squadre saranno divise in due gironi di quattro squadre ciascuno. Le partite del Gruppo A si disputeranno dall'11 al 15 marzo 2008 a Tampa, mentre le partite del Gruppo B si disputeranno dal 12 al 16 marzo a Carson (California). Le semifinali e le finali si disputeranno il 20 e il 23 marzo a Nashville. In quanto paese ospitante, gli USA sono stati inseriti nel Gruppo A.

#### Gruppo A (Tampa, Florida)
| Squadra     | P.ti | G | V | N | P | GF | GS | DR |
| ----------- | ---- | - | - | - | - | -- | -- | -- |
| Stati Uniti | 7    | 3 | 2 | 1 | 0 | 3  | 1  | +1 |
| Honduras    | 6    | 3 | 2 | 0 | 1 | 3  | 1  | +2 |
| Panama      | 3    | 3 | 1 | 0 | 2 | 4  | 3  | +1 |
| Cuba        | 1    | 3 | 0 | 1 | 2 | 2  | 7  | -5 |

| Arbitro: | Enrico Wijngaarde |

|  |           |            |
|  | Marcatori | 90’ Thomas |

| Arbitro: | Walter López |

|         |           |             |
| Adu 13’ | Marcatori | 42’ Linares |

| Arbitro: | Roberto García |

|                        |           |  |
| Sanchez 68’ Thomas 76’ | Marcatori |  |

| Arbitro: | Dave Peterkin |

|               |           |  |
| Adu 41’ (rig) | Marcatori |  |

| Arbitro: | Neal Brizan |

|                    |           |                                          |
| Barahona 31’ (aut) | Marcatori | 18’, 65’ Aguilar 26’ Barahona 64’ Duarte |

| Arbitro: | Enrico Wijngaarde |

|                 |           |  |
| Gaven 90’ (rig) | Marcatori |  |

#### Gruppo B (Carson, California)
| Squadra   | P.ti | G | V | N | P | GF | GS | DR |
| --------- | ---- | - | - | - | - | -- | -- | -- |
| Guatemala | 6    | 3 | 2 | 0 | 1 | 3  | 6  | -3 |
| Canada    | 4    | 3 | 1 | 1 | 1 | 7  | 3  | +4 |
| Messico   | 4    | 3 | 1 | 1 | 1 | 7  | 4  | +3 |
| Haiti     | 3    | 3 | 1 | 0 | 2 | 3  | 7  | -4 |

| Arbitro: | Roberto Moreno Salazar |

|  |           |           |
|  | Marcatori | 27’ Ávila |

| Arbitro: | Joel Aguilar |

|            |           |                 |
| Johnson 3’ | Marcatori | 22’ Landín(rig) |

| Arbitro: | Jair Marrufo |

|               |           |                             |
| Rosenlund 17’ | Marcatori | 72’ Gustave 84’ Saint-Preux |

| Arbitro: | Walter Quesada |

|             |           |                     |
| Castillo 8’ | Marcatori | 39’ Villa 69’ López |

| Arbitro: | Jose Guerrero |

|  |           |                                             |
|  | Marcatori | 44’, 46’ Johnson 56’, 81’ Ricketts 90’ Hall |

| Arbitro: | Joel Aguilar |

|                                                               |           |                 |
| Villaluz 17’ Andrade 60’ Fernández 69’ Esqueda 82’ Landín 89’ | Marcatori | 62’ Saint Preux |

#### Semifinali (Nashville, Tennessee)
| Arbitro: | Neal Brizan |

|                                                  |                      |                                                    |
| Noriega 102’                                     | Punti                |                                                    |
| Contreras Leon Ávila Brown Marquez Lalin Morales | Tiri di rigore 5 – 6 | Morales Thomas Reyna Guity Sánchez Padilla Norales |

| Arbitro: | Walter Quesada |

|                           |           |  |
| Adu 27’, 47’ Kljestan 78’ | Marcatori |  |

### Finale 3º-4º posto
| Arbitro: | Enrico Wijngaarde |

|                               |                      |                                      |
| Contreras Arreola Ávila Brown | Tiri di rigore 3 – 5 | Sanchez Ledgerwood Ayre Hemming Hall |

### Finale
Honduras e USA qualificati alle Olimpiadi.
| Arbitro: | Joel Aguilar |

|                     |           |  |
| George Welcome 102’ | Marcatori |  |

## CAF (Africa)
La competizione preliminare sarà divisa in tre turni. I primi due a eliminazione diretta, e il terzo a gironi.

### Primo turno
Partite di andata disputate dall'1 al 3 settembre 2006. Partite di ritorno disputate dal 6 all'8 ottobre 2006.
| Squadra 1            | Tot  | Squadra 2          | Andata | Ritorno |
| -------------------- | ---- | ------------------ | ------ | ------- |
| * Ciad               |      | Uganda             |        |         |
| Zimbabwe             |      | Tanzania*          |        |         |
| Gibuti               | 0–10 | Zambia             |        | 0–10    |
| Sudafrica            | 2–1  | Namibia            | 1–0    | 1–1     |
| Gambia               | 0–4  | Egitto             | 0–0    | 0–4     |
| * Mauritius          |      | Burkina Faso       |        |         |
| Senegal              |      | Comore*            |        |         |
| Costa d'Avorio       |      | Lesotho*           |        |         |
| Guinea-Bissau        | 0–2  | Guinea             | 0–2    | 0–0     |
| Mozambico            | 1–1  | Libia              | 1–0    | 0–1     |
| Somalia              | 0–2  | Malawi             | 0–2    |         |
| Sierra Leone         | 2–4  | Ruanda             | 2–1    | 0–3     |
| * Mauritania         |      | Botswana           |        |         |
| Etiopia              |      | Liberia*           |        |         |
| * Benin              |      | RD del Congo       |        |         |
| * Rep. Centrafricana |      | Algeria            |        |         |
| Sudan                | 2–5  | Guinea Equatoriale | 2–0    | 0–5     |

* = ritirate

### Secondo turno
Partite di andata disputate il 7 e l'8 febbraio 2007. Partite di ritorno disputate dal 23 al 25 marzo 2007.
| Squadra 1    | Tot. | Squadra 2          | Andata | Ritorno |
| ------------ | ---- | ------------------ | ------ | ------- |
| Algeria      | 2–4  | Etiopia            | 1–3    | 1–1     |
| Senegal      |      | RD del Congo*      |        |         |
| Sudafrica    | 2–0  | Uganda             | 2–0    | 0–0     |
| Egitto       | 2–4  | Costa d'Avorio     | 1–1    | 1–3     |
| Zimbabwe     | 2–4  | Camerun            | 1–1    | 1–3     |
| Angola       | 0–2  | Guinea             | 0–0    | 0–2     |
| Nigeria      | 7–0  | Guinea Equatoriale | 5–0    | 2–0     |
| Zambia       | 4–3  | Malawi             | 3–2    | 1–1     |
| Burkina Faso | 0–5  | Ghana              | 0–3    | 0–2     |
| Mali         | 4–2  | Mozambico          | 1–0    | 3–2     |
| Tunisia      | 0–1  | Botswana           | 0–0    | 0–1     |
| Marocco      | 4–0  | Ruanda             | 3–0    | 1–0     |

* = La Rep. Dem. del Congo non si è presentata e ha dato la colpa alla scarsità di collegamenti aerei. La FIFA ha assegnato il passaggio del turno al Senegal.
Il Burkina Faso è stato penalizzato dalla FIFA per il presunto utilizzo di due giocatori fuori quota durante l'incontro di andata con il Ghana. Il risultato originale fu di 2-0 per il Burkina Faso.

### Fase finale
Parite giocate dal 1º giugno 2007 al 26 marzo 2008. Le prime classificate di ogni gruppo si qualificano alle Olimpiadi.

#### Gruppo A
Nota - L'Etiopia si è ritirata dalla qualificazione olimpica. Il risultato dell'incontro con il Sudafrica verrà trascurato.
| Squadra   | P.ti | G | V | Pa | Pe | GF | GS | DR |
| --------- | ---- | - | - | -- | -- | -- | -- | -- |
| Nigeria   | 8    | 4 | 2 | 2  | 0  | 7  | 3  | +4 |
| Ghana     | 7    | 4 | 2 | 1  | 1  | 8  | 5  | +3 |
| Sudafrica | 1    | 4 | 0 | 1  | 3  | 3  | 10 | −7 |
| Etiopia   | -    | - | - | -  | -  | -  | -  | -  |

1º giugno-3 giugno 2007
| Etiopia | [2–2] | Sudafrica annullata in seguito al ritiro dell'Etiopia |
| Nigeria | 3–2   | Ghana                                                 |

22 agosto 2007
| Sudafrica | 1–1 | Nigeria |

7 settembre-9 settembre 2007
| Sudafrica | 1–3 | Ghana |

12 ottobre-13 ottobre 2007
| Ghana | 3–1 | Sudafrica |

16 novembre-18 novembre 2007
| Ghana | 0–0 | Nigeria |

26 marzo 2008
| Nigeria | 3–0 | Sudafrica |

#### Gruppo B
| Squadra        | P.ti | G | V | Pa | Pe | GF | GS | DR |
| -------------- | ---- | - | - | -- | -- | -- | -- | -- |
| Costa d'Avorio | 15   | 6 | 5 | 0  | 1  | 13 | 6  | +7 |
| Zambia         | 10   | 6 | 3 | 1  | 2  | 11 | 9  | +2 |
| Senegal        | 5    | 6 | 1 | 2  | 3  | 4  | 7  | −3 |
| Mali           | 4    | 6 | 1 | 1  | 4  | 5  | 11 | −6 |

1º giugno-3 giugno 2007
| Zambia  | 2–0 | Costa d'Avorio |
| Senegal | 0–0 | Mali           |

22 agosto 2007
| Mali           | 1–2 | Zambia  |
| Costa d'Avorio | 2–0 | Senegal |

7 settembre-9 settembre 2007
| Costa d'Avorio | 3–1 | Mali    |
| Zambia         | 1–1 | Senegal |

12 ottobre-13 ottobre 2007
| Mali    | 1–2 | Costa d'Avorio |
| Senegal | 1–1 | Zambia         |

16 novembre-18 novembre 2007
| Costa d'Avorio | 4–1 | Zambia  |
| Mali           | 1–0 | Senegal |

26 marzo 2008
| Zambia  | 4–1 | Mali           |
| Senegal | 1–2 | Costa d'Avorio |

#### Gruppo C
| Gruppo C | P.ti | G | V | Pa | Pe | GF | GS | DR |
| -------- | ---- | - | - | -- | -- | -- | -- | -- |
| Camerun  | 14   | 6 | 4 | 2  | 0  | 14 | 5  | +9 |
| Marocco  | 10   | 6 | 3 | 1  | 2  | 7  | 7  | 0  |
| Botswana | 7    | 6 | 2 | 1  | 3  | 4  | 5  | -1 |
| Guinea   | 3    | 6 | 1 | 0  | 5  | 6  | 14 | -8 |

1º giugno-3 giugno 2007
| Camerun | 6–1 | Guinea   |
| Marocco | 1–0 | Botswana |

22 agosto 2007
| Botswana | 0–0 | Camerun |
| Guinea   | 1–2 | Marocco |

7 settembre-9 settembre 2007
| Guinea  | 2–0 | Botswana |
| Camerun | 2–1 | Marocco  |

12 ottobre-13 ottobre 2007
| Botswana | 2–1 | Guinea  |
| Marocco  | 2–2 | Camerun |

16 novembre-18 novembre 2007
| Guinea   | 1–3 | Camerun |
| Botswana | 2–0 | Marocco |

26 marzo 2008
| Camerun | 1–0 | Botswana |
| Marocco | 1–0 | Guinea   |

## AFC (Asia)

### Turno preliminare
Andata giocata il 7 febbraio e ritorno giocato il 14 febbraio 2007.
| Squadra 1     | Tot  | Squadra 2     | Andata | Ritorno |
| ------------- | ---- | ------------- | ------ | ------- |
| Birmania      | 2–2  | India^        | 1–1    | 1–1     |
| ° Afghanistan | 0–2  | Vietnam       |        | 0–2     |
| Australia     | 12–0 | Taiwan        | 11–0   | 1–0     |
| Bangladesh    | 1–3  | Hong Kong     | 0–3    | 1–0     |
| Singapore     | 3–5  | Pakistan      | 1–2    | 2–3     |
| Uzbekistan    | 6–1  | Tagikistan    | 4–1    | 2–0     |
| Palestina     | 2–3  | Yemen         | 1–2    | 1–1     |
| Thailandia    | 6–1  | Turkmenistan  | 1–0    | 5–1     |
| Indonesia     | 1–0  | Maldive       | 1–0    | 0–0     |
| Giordania     |      | Kirghizistan* |        |         |

^ = vinta ai rigori 4–1
° = La gara di andata dell'incontro Vietnam-Afghanistan che si doveva disputare a Hanoi fu annullata per via dei problemi finanziari della nazionale afghana che non permisero alla squadra di viaggiare in Vietnam, e per motivi di sicurezza. Per questo si giocò solo la gara di ritorno il 14 febbraio 2007.
* = ritirate

### Secondo turno
Partite giocate dal 28 febbraio al 6 giugno 2007. Le prime due classificate di ogni girone si qualificano al turno successivo.

#### Gruppo A
| Squadra  | P.ti | G | V | Pa | Pe | GF | GS | DR  |
| -------- | ---- | - | - | -- | -- | -- | -- | --- |
| Bahrein  | 12   | 6 | 4 | 0  | 2  | 17 | 11 | +6  |
| Qatar    | 11   | 6 | 3 | 2  | 1  | 18 | 7  | +11 |
| Kuwait   | 11   | 6 | 3 | 2  | 1  | 14 | 5  | +9  |
| Pakistan | 0    | 6 | 0 | 0  | 6  | 1  | 27 | −26 |

28 febbraio 2007
| Qatar   | 2–2 | Kuwait   |
| Bahrein | 8–0 | Pakistan |

14 marzo 2007
| Pakistan | 0–2 | Qatar   |
| Kuwait   | 3–0 | Bahrein |

28 marzo 2007
| Pakistan | 0–3 | Kuwait |
| Bahrein  | 4–2 | Qatar  |

18 aprile 2007
| Kuwait | 4–0 | Pakistan |
| Qatar  | 4–0 | Bahrein  |

16 maggio 2007
| Pakistan | 1–3 | Bahrein |
| Kuwait   | 1–1 | Qatar   |

6 giugno 2007
| Qatar   | 7–0 | Pakistan |
| Bahrein | 2–1 | Kuwait   |

#### Gruppo B
| Squadra   | P.ti | G | V | Pa | Pe | GF | GS | DR  |
| --------- | ---- | - | - | -- | -- | -- | -- | --- |
| Giappone  | 18   | 6 | 6 | 0  | 0  | 17 | 2  | +15 |
| Siria     | 10   | 6 | 3 | 1  | 2  | 9  | 7  | +2  |
| Malaysia  | 4    | 6 | 1 | 1  | 4  | 4  | 9  | −5  |
| Hong Kong | 3    | 6 | 1 | 0  | 5  | 2  | 14 | −12 |

28 febbraio 2007
| Siria    | 3–1 | Malaysia  |
| Giappone | 3–0 | Hong Kong |

14 marzo 2007
| Hong Kong | 0–2 | Siria    |
| Malaysia  | 1–2 | Giappone |

28 marzo 2007
| Hong Kong | 0–1 | Malaysia |
| Giappone  | 3–0 | Siria    |

18 aprile 2007
| Malaysia | 0–1 | Hong Kong |
| Siria    | 0–2 | Giappone  |

16 maggio 2007
| Malaysia  | 0–0 | Siria    |
| Hong Kong | 0–4 | Giappone |

6 giugno 2007
| Siria    | 4–1 | Hong Kong |
| Giappone | 3–1 | Malaysia  |

#### Gruppo C
| Squadra   | P.ti | G | V | Pa | Pe | GF | GS | DR |
| --------- | ---- | - | - | -- | -- | -- | -- | -- |
| Vietnam   | 12   | 6 | 4 | 0  | 2  | 8  | 5  | +3 |
| Libano    | 12   | 5 | 4 | 0  | 1  | 6  | 4  | +2 |
| Oman      | 6    | 5 | 2 | 0  | 3  | 7  | 6  | +1 |
| Indonesia | 3    | 6 | 1 | 0  | 5  | 5  | 11 | −6 |

28 febbraio 2007
| Vietnam | 2–0 | Libano    |
| Oman    | 3–0 | Indonesia |

14 marzo 2007
| Indonesia | 0–1 | Vietnam |
| Libano    | 1–0 | Oman    |

28 marzo 2007
| Oman      | 3–1 | Vietnam |
| Indonesia | 1–2 | Libano  |

18 aprile 2007
| Vietnam | 2–0 | Oman      |
| Libano  | 2–1 | Indonesia |

16 maggio 2007
| Indonesia | 2–1 | Oman    |
| Libano    | 1–0 | Vietnam |

6 giugno 2007
| Oman    | -   | Libano annullata per via del ciclone gonu |
| Vietnam | 2–1 | Indonesia                                 |

#### Gruppo D
| Squadra        | P.ti | G | V | Pa | Pe | GF | GS | DR  |
| -------------- | ---- | - | - | -- | -- | -- | -- | --- |
| Arabia Saudita | 12   | 6 | 5 | 0  | 1  | 11 | 6  | +5  |
| Australia      | 11   | 6 | 3 | 2  | 1  | 11 | 4  | +7  |
| Iran           | 6    | 6 | 1 | 2  | 3  | 6  | 7  | −1  |
| Giordania      | 2    | 6 | 0 | 2  | 4  | 2  | 13 | −11 |

28 febbraio 2007
| Iran      | 0–0 | Australia      |
| Giordania | 0–1 | Arabia Saudita |

14 marzo 2007
| Australia      | 1–1 | Giordania |
| Arabia Saudita | 1–0 | Iran      |

28 marzo 2007
| Australia | 2–0 | Arabia Saudita |
| Iran      | 0–0 | Giordania      |

18 aprile 2007
| Arabia Saudita | 2–1 | Australia |
| Giordania      | 0–3 | Iran      |

16 maggio 2007
| Australia      | 3–1 | Iran      |
| Arabia Saudita | 4–1 | Giordania |

6 giugno 2007
| Giordania | 0–4 | Australia      |
| Iran      | 2–3 | Arabia Saudita |

#### Gruppo E
| Squadra        | P.ti | G | V | Pa | Pe | GF | GS | DR  |
| -------------- | ---- | - | - | -- | -- | -- | -- | --- |
| Iraq           | 12   | 6 | 3 | 3  | 0  | 9  | 4  | +5  |
| Corea del Nord | 11   | 6 | 3 | 2  | 1  | 7  | 3  | +4  |
| Thailandia     | 8    | 6 | 2 | 2  | 2  | 4  | 3  | +1  |
| India          | 1    | 6 | 0 | 1  | 5  | 1  | 11 | −10 |

28 febbraio 2007
| Thailandia | 0–1 | Corea del Nord |
| Iraq       | 3–0 | India          |

14 marzo 2007
| India          | 0–1 | Thailandia |
| Corea del Nord | 2–2 | Iraq       |

28 marzo 2007
| Iraq  | 1–1 | Thailandia     |
| India | 0–2 | Corea del Nord |

18 aprile 2007
| Thailandia     | 0–1 | Iraq  |
| Corea del Nord | 2–0 | India |

16 maggio 2007
| Corea del Nord | 0–0 | Thailandia |
| India          | 1–1 | Iraq       |

6 giugno 2007
| Thailandia | 2–0 | India          |
| Iraq       | 1–0 | Corea del Nord |

#### Gruppo F
| Squadra             | P.ti | G | V | Pa | Pe | GF | GS | DR |
| ------------------- | ---- | - | - | -- | -- | -- | -- | -- |
| Corea del Sud       | 15   | 6 | 5 | 0  | 1  | 10 | 3  | +7 |
| Uzbekistan          | 12   | 6 | 4 | 0  | 2  | 8  | 4  | +4 |
| Emirati Arabi Uniti | 6    | 6 | 2 | 0  | 4  | 7  | 11 | −4 |
| Yemen               | 3    | 6 | 1 | 0  | 5  | 2  | 9  | −7 |

28 febbraio 2007
| Corea del Sud | 1–0 | Yemen               |
| Uzbekistan    | 2–1 | Emirati Arabi Uniti |

14 marzo 2007
| Emirati Arabi Uniti | 1–3 | Corea del Sud |
| Yemen               | 0–1 | Uzbekistan    |

28 marzo 2007
| Corea del Sud | 2–0 | Uzbekistan          |
| Yemen         | 1–2 | Emirati Arabi Uniti |

18 aprile 2007
| Uzbekistan          | 0–1 | Corea del Sud |
| Emirati Arabi Uniti | 2–0 | Yemen         |

16 maggio 2007
| Yemen               | 1–0 | Corea del Sud |
| Emirati Arabi Uniti | 0–2 | Uzbekistan    |

6 giugno 2007
| Corea del Sud | 3–1 | Emirati Arabi Uniti |
| Uzbekistan    | 3–0 | Yemen               |

### Fase finale
Tre gruppi di quattro squadre ciascuno. La vincitrice di ogni gruppo rappresenterà l'Asia alle olimpiadi 2008 insieme alla Cina. Questa fase delle qualificazioni inizierà il 22 agosto e finità il 21 novembre 2007. I gruppi sono stati sorteggiati il 13 giugno:

#### Gruppo A
| Squadra        | P.ti | G | V | Pa | Pe | GF | GS | DR  |
| -------------- | ---- | - | - | -- | -- | -- | -- | --- |
| Australia      | 12   | 6 | 3 | 3  | 0  | 7  | 1  | +6  |
| Iraq           | 11   | 6 | 3 | 2  | 1  | 12 | 4  | +8  |
| Corea del Nord | 5    | 6 | 1 | 2  | 3  | 3  | 6  | −3  |
| Libano         | 4    | 6 | 1 | 1  | 4  | 4  | 15 | −11 |

22 agosto 2007
| Iraq           | 0–0 | Australia |
| Corea del Nord | 0–1 | Libano    |

8 settembre 2007
| Australia | 1–0 | Corea del Nord |
| Libano    | 0–5 | Iraq           |

12 settembre 2007
| Australia | 3–0 | Libano         |
| Iraq      | 2–0 | Corea del Nord |

17 ottobre 2007
| Libano         | 0–0 | Australia |
| Corea del Nord | 0–0 | Iraq      |

17 novembre 2007
| Australia | 2–0 | Iraq           |
| Libano    | 1–2 | Corea del Nord |

21 novembre 2007
| Iraq           | 5–2 | Libano    |
| Corea del Nord | 1–1 | Australia |

#### Gruppo B
| Squadra       | P.ti | G | V | Pa | Pe | GF | GS | DR |
| ------------- | ---- | - | - | -- | -- | -- | -- | -- |
| Corea del Sud | 12   | 6 | 3 | 3  | 0  | 4  | 1  | +3 |
| Bahrein       | 11   | 6 | 3 | 2  | 1  | 7  | 4  | +3 |
| Siria         | 4    | 6 | 0 | 4  | 2  | 5  | 7  | −2 |
| Uzbekistan    | 3    | 6 | 0 | 3  | 3  | 5  | 9  | −4 |

22 agosto 2007
| Corea del Sud | 2–1 | Uzbekistan |
| Siria         | 1–2 | Bahrein    |

8 settembre 2007
| Uzbekistan | 0–0 | Siria         |
| Bahrein    | 0–1 | Corea del Sud |

12 settembre 2007
| Uzbekistan    | 1–2 | Bahrein |
| Corea del Sud | 1–0 | Siria   |

17 ottobre 2007
| Bahrein | 2–0 | Uzbekistan    |
| Siria   | 0–0 | Corea del Sud |

17 novembre 2007
| Uzbekistan | 0–0 | Corea del Sud |
| Bahrein    | 1–1 | Siria         |

21 novembre 2007
| Corea del Sud | 0–0 | Bahrein    |
| Siria         | 3–3 | Uzbekistan |

#### Gruppo C
| Squadra        | P.ti | G | V | Pa | Pe | GF | GS | DR |
| -------------- | ---- | - | - | -- | -- | -- | -- | -- |
| Giappone       | 11   | 6 | 3 | 2  | 1  | 7  | 2  | +5 |
| Qatar          | 10   | 6 | 3 | 1  | 2  | 8  | 6  | +2 |
| Arabia Saudita | 9    | 6 | 2 | 3  | 1  | 5  | 3  | +2 |
| Vietnam        | 2    | 6 | 0 | 2  | 4  | 3  | 12 | −9 |

22 agosto 2007
| Giappone | 1–0 | Vietnam        |
| Qatar    | 1–0 | Arabia Saudita |

8 settembre 2007
| Vietnam        | 1–1 | Qatar    |
| Arabia Saudita | 0–0 | Giappone |

12 settembre 2007
| Vietnam  | 1–1 | Arabia Saudita |
| Giappone | 1–0 | Qatar          |

17 ottobre 2007
| Arabia Saudita | 2–0 | Vietnam  |
| Qatar          | 2–1 | Giappone |

17 novembre 2007
| Vietnam        | 0–4 | Giappone |
| Arabia Saudita | 2–1 | Qatar    |

21 novembre 2007
| Giappone | 0–0 | Arabia Saudita |
| Qatar    | 3–1 | Vietnam        |

## OFC (Oceania)
Si qualifica alle Olimpiadi la vincente del girone all'italiana.
| Squadra            | P.ti | G | V | N | P | GF | GS | DR  |
| ------------------ | ---- | - | - | - | - | -- | -- | --- |
| Nuova Zelanda      | 15   | 5 | 5 | 0 | 0 | 19 | 3  | +16 |
| Isole Salomone     | 12   | 5 | 4 | 0 | 1 | 25 | 5  | +20 |
| Figi               | 9    | 5 | 3 | 0 | 2 | 21 | 6  | +15 |
| Papua Nuova Guinea | 6    | 5 | 2 | 0 | 3 | 18 | 20 | -2  |
| Vanuatu            | 3    | 5 | 1 | 0 | 4 | 6  | 16 | -10 |
| Isole Cook         | 0    | 5 | 0 | 0 | 5 | 0  | 39 | -39 |

| Arbitro: | Job Minan |

|                      |           |          |
| Peverley 33’ Old 90’ | Marcatori | 41’ Tiwa |

| Arbitro: | Rakesh Varman |

|  |           |                                                |
|  | Marcatori | 16’, 40’ Nimanian 47’ (rig) Chillia 83’ Sakama |

| Arbitro: | Peter O'Leary |

|         |           |                                                 |
| Apo 65’ | Marcatori | 9’, 16’, 68’ Totori 12’ Nawo 51’ Rande 80’ Sale |

| Arbitro: | Fiti Aimaasu |

|                                                                                      |           |  |
| Rande 9’ Maemae 17’, 24’ Totori 47’, 56’, 68’, 75’ Nawo 62’ Waroi 77’, 78’ Forau 82’ | Marcatori |  |

| Arbitro: | Lencie Fred |

|                                                         |           |            |
| Suwamy 18’ Tiwa 23’, 55’, 68’ Dunadamu 32’, 70’ Rao 76’ | Marcatori | 72’ Winnie |

| Arbitro: | Norbert Huata |

|  |           |                             |
|  | Marcatori | 15’ Barbarouses 40’ Brockie |

| Arbitro: | Andrew Moli |

|                                                                     |           |  |
| Singh 16’, 23’, 58’ Krishna 38’ Tiwa 59’, 75’, 76’ Rao 66’ Samy 81’ | Marcatori |  |

| Arbitro: | Rakesh Varman |

|                  |           |                                                     |
| Gunemba 17’, 86’ | Marcatori | 43’, 58’ Ellensohn 60’, 69’ Barbarouses 85’ Brockie |

| Arbitro: | Michael Hester |

|                                          |           |  |
| Maemae 39’, 62’, 75’ Totori 55’ Nawo 73’ | Marcatori |  |

| Arbitro: | Lencie Fred |

|                      |           |  |
| Old 5’ Henderson 69’ | Marcatori |  |

| Arbitro: | Norbert Huata |

|  |           |                                                                    |
|  | Marcatori | 16’ Muta 19’, 50’ Winnie 29’ Gunemba 54’ Upaiga 64’ Mobbs 75’ Hans |

| Arbitro: | Peter O'Leary |

|  |           |                            |
|  | Marcatori | 28’ (rig) Krishna 41’ Tiwa |

| Arbitro: | Job Minan |

|  |           |                                                                                        |
|  | Marcatori | 8’ Old 16’ Brockie 52’, 79’ Hayne 64’ Messam 67’ Ellensohn 75’ Barbarouses 90+2’ Scott |

| Arbitro: | Rakesh Varman (primo tempo) Andrew Moli (Secondo tempo) |

|                             |           |                                                                       |
| Kaltack 52’ Masauvakolo 79’ | Marcatori | 10’ Kini 13’, 68’, 90+2’ Winnie 18’ (rig) Gunemba 63’ Muta 75’ Upaiga |

| Arbitro: | Michael Hester |

|                         |           |                         |
| Waroi 28’, 42’ Fifi 39’ | Marcatori | 6’ Krishna 23’ Dunadamu |